# Fatua
Fatua, o anche Fenta Fatua o Fauna, è una divinità minore della mitologia romana presente in vari miti non concordi tra loro.
Fatua è indicata a volte come la moglie altre volte come la sorella di Fauno; in questo secondo caso risulta figlia di Pico.
Secondo Ambrogio Teodosio Macrobio è invece figlia di Fauno e fuggi dal padre che ne minacciava la purezza con il vino: secondo questo racconto da quel gesto discenderebebro i festeggiamneti per la Bona Dea a cui non erano ammessi gli uomini. Al contrario, secondo Arnobio e Lattanzio è invece una gran bevitrice tanto da spingere il marito a punirla a colpi di mirto.
Era considerata dotata di capacità profetiche e il suo culto era legato alla fertilità.
In epoca moderna le è stata dedicata la Fatua Corona su Venere